# Царское Село (станция)
Ца́рское Село́ — станция Октябрьской железной дороги в городе Пушкин, Санкт-Петербург.

## История
Железнодорожный транспорт в Российской империи открыт в 1837 году указом императора Николая Павловича. Станция Царское Село до столицы империи — Санкт-Петербурга была открыта в составе первой в России Царскосельской железной дороги, до 22 мая 1838 года являлась конечной станцией.
Первое здание станции было построено на границе города в 1837 году по проекту архитектора Г. Фоссати в стиле английской готики. Он представлял собой двухэтажное кирпичное здание с четырёхугольной башней-шпицем и двумя боковыми одноэтажными деревянными крыльями. К одноэтажным корпусам были пристроены навесы, опирающиеся на чугунные столбы и кованые фигурные кронштейны.
Со 2 января 1900 года она перешла в введение Московско-Виндаво-Рыбинской железной дороги.
В 1902—1904 годах на месте старого здания Обществом было построено новое по проекту группы архитекторов под руководством С. А. Бржозовского. Симметричное в плане здание было возведено в формах западноевропейской средневековой архитектуры, характерных для периода поздней эклектики. Слева от вокзала был возведён Великокняжеский павильон. Обе постройки были разрушены в войне 1941—1945 годов.
После революции, в 1918 году станция была переименована вместе с городом в Детское Село и сохранила это название и после того, как в 1937 году город получил имя А. С. Пушкина в память о столетии гибели поэта.
Согласно приказу НКПС № 1115 от 16 июня 1920 года Московско-Виндаво-Рыбинская железная дорога была расформирована и Петроградская сеть перешла в введение Северо-Западных железных дорог, станция перешла в введение данной дороги.
В 1929 году Октябрьская железная дорога и Северо-Западные железные дороги были слиты в одно управление — Октябрьские железные дороги, станция вошла в состав данной дороги.
Согласно приказу Совнаркома была построена, сдана в эксплуатацию 25 октября 1931 года , и до середины 1960-х годов существовала однопутная железнодорожная линия, соединявшая станцию Детское Село со станцией Колпино Московского направления ОЖД. Основное назначение — доставка рабочих из Пушкина на Ижорские заводы и обратно. По линии 5 раз в сутки в обе стороны ходил поезд из 10 вагонов. Посередине в деревне Московская Славянка располагалась станция Красная Славянка с разъездом. В годы Великой Отечественной войны линию разбирали, затем восстановили. Линия пересекала Московское шоссе под путепроводом, который сохранялся до 2013 года. Пассажирское движение по линии прекратилось с 1 июня 1966 года. От линии остался действующий участок в виде подъездных путей от вокзала к промзоне «Восточная» в черте города.
С 1940 года по 1942 год станция в введении Ленинградской железной дороги.
С 1942 года по 1947 год в введении Октябрьской железной дороги.
С 1947 года по 1953 год в составе Ленинградской железной дороги.
С 1953 года станция в составе Октябрьской железной дороги.
В 1953 году была осуществлена электрификация станции постоянным током, напряжением 1500 В в составе участка Ленинград-Витебский — Павловск. В 1962 году контактная сеть была переведена на напряжение 3,3 кВ постоянного тока.
В 1971 году присвоен код ЕСР № 0510, 1975 году присвоен новый код ЕСР № 05100, 1985 году станция получила новый код АСУЖТ (ЕСР) № 032707.
В 1982 году станции присвоен код Экспресс-2 № 34182, 1994 году получила новый код Экспресс-3 № 2004182. 

## Современное здание
Современное здание железнодорожного вокзала построено в 1946—1950 годах по проекту ленинградского архитектора Е. А. Левинсона и инженера А. А. Грушке. Проект был отмечен Сталинской премией третьей степени. Комплекс вокзала включает главный двухэтажный корпус и поставленные с ним в одну линию три павильона. Все сооружения связаны широкими арками — проходами на перрон и двориком с фонтаном и пропилеями. В павильонах находятся спуски в тоннели — переходы под железнодорожными путями. Общая композиция плана, строгие классические формы типичны для Царского Села. Авторы стремились придать зданию вокзала черты, близкие к сооружениям дворцово-парковых ансамблей, созданным во второй половине XVIII века. В оформлении фасадов и интерьеров отражена связь города с А. С. Пушкиным. Фасад главного корпуса декорирован медальонами и барельефными портретами учителей и друзей поэта Г. Р. Державина, Н. М. Карамзина, В. А. Жуковского, А. А. Дельвига, П. Я. Чаадаева, В. К. Кюхельбекера. В зале ожидания, разделённом двумя рядами колонн на три нефа, в конце среднего из них, в нише, установлена бронзовая статуя А. С. Пушкина работы скульптора М. Г. Манизера. Плафон зала декорирован скульптурными панно, изображающими сооружения царскосельских парков. Кассовый зал перекрыт лучковым сводом с росписью в виде деревьев с широко раскинутыми ветвями. В тимпанах на торцевых стенах помещены барельефы с профильным портретом А. С. Пушкина. Скульптурные десюдепорты и люстры из кованого железа, белого матового и синего стекла дополняют убранство зала.

30 октября 2007 года на станции начала работу автоматизированная система контроля оплаты проезда.
Вопрос о возвращении станции исторического наименования был поднят в преддверии празднования 300-летия города в 2010 году. Однако этого не произошло, несмотря на одобрение руководства ОАО «Российские железные дороги». В октябре 2011 года администрация Пушкинского района выступила с новым предложением: назвать станцию Царское Село — Город Пушкин, обосновывая это тем, что название Детское Село «дезориентирует» гостей города. В декабре 2011 года станции вновь планировалось вернуть её первоначальное название, что произошло в 2013 году. Постановление о переименовании станции в Царское Село 6 августа подписал премьер-министр России Дмитрий Медведев. Название станции было изменено в соответствии с федеральным законом «О наименованиях географических объектов».
В 2014 года был начат ремонт тоннелей, ведущих на 2 платформу. I путь был разобран. Пригородные поезда в сторону Павловска отправлялись от 2 платформы, а на Санкт-Петербург — от временной деревянной 3 платформы, вход на которую осуществляется с железнодорожного переезда в южной горловине станции. К августу 2017 года I путь был восстановлен, поезда в сторону Павловска отправлялись уже от 1 платформы, и был начат ремонт 2 платформы. В 2018 году все ремонтные работы были завершены, восстановлено привычное движение поездов.

## Царский павильон Императорской ветки
В 1895 году для приёма императорских поездов, прибывавших в Царское Село, был построен Царский павильон у Фермского парка. Он находится за несколько километров от станции Царское Село. С 1903 года он стал принимать поезда, следовавшие по так называемой Императорской ветке. В 1912 году на месте сгоревшего был возведён новый Императорский павильон. Станция перестала действовать к середине XX века, вокзал сильно пострадал в период Великой Отечественной войны, но до настоящего времени не восстановлен.

## Пассажирское движение
Через станцию курсируют поезда дальнего следования и пригородные электропоезда Октябрьской железной дороги. В Царском Селе имеет остановку пассажирский поезд, сообщением Санкт-Петербург — Великие Луки и большинство пригородных электропоездов новгородского, лужского и невельского направлений.

### Перевозчики, направления и расписания
| Перевозчик                                        | Дистанция                               | Направления и расписание |
| ------------------------------------------------- | --------------------------------------- | ------------------------ |
| Российские железные дороги                        | Дальнее следование                      | Яндекс                   |
| Северо-Западная пригородная пассажирская компания | Межрегиональное и пригородное сообщение | tutu.ru                  |

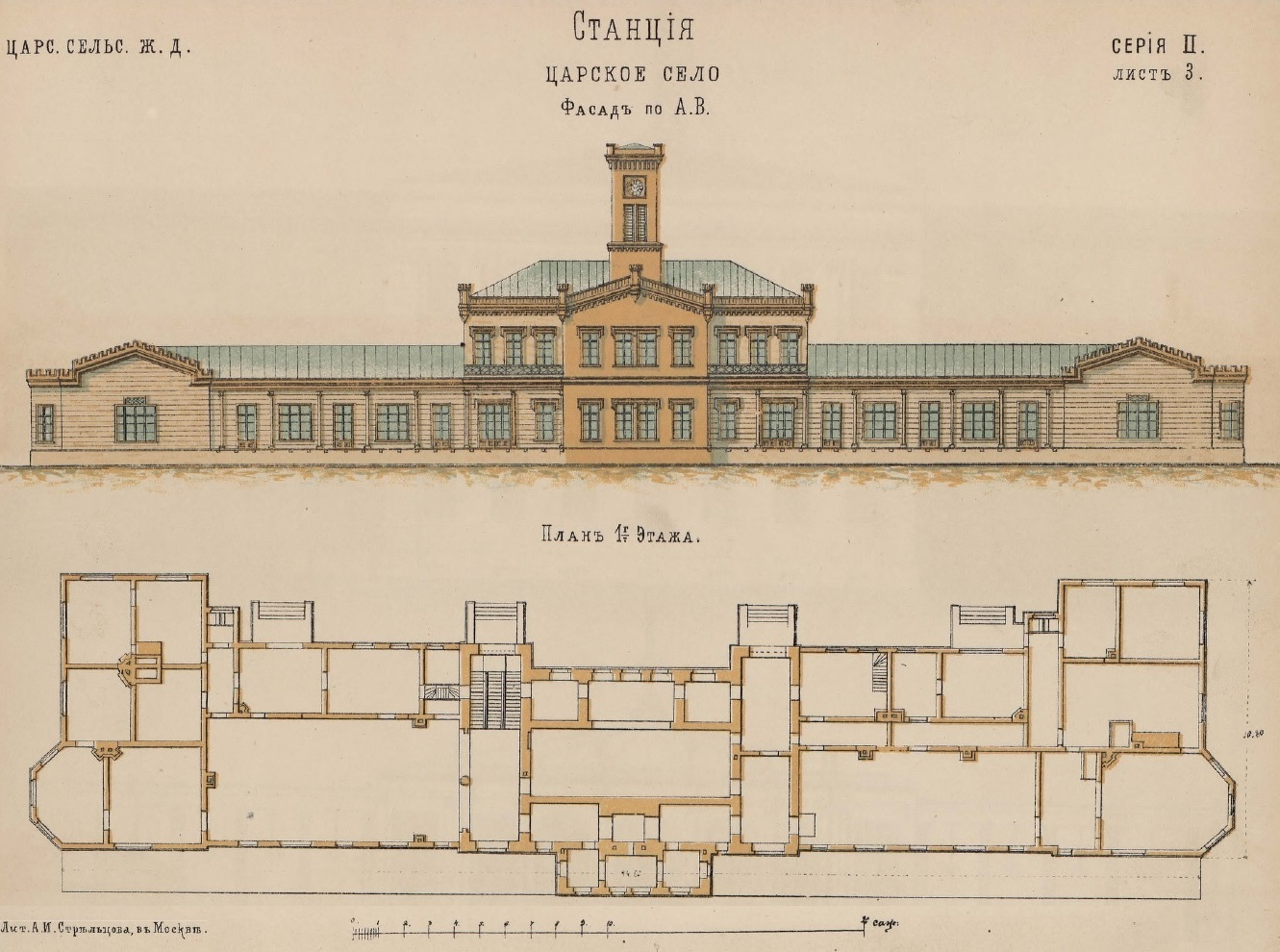
Чертёж первого вокзала
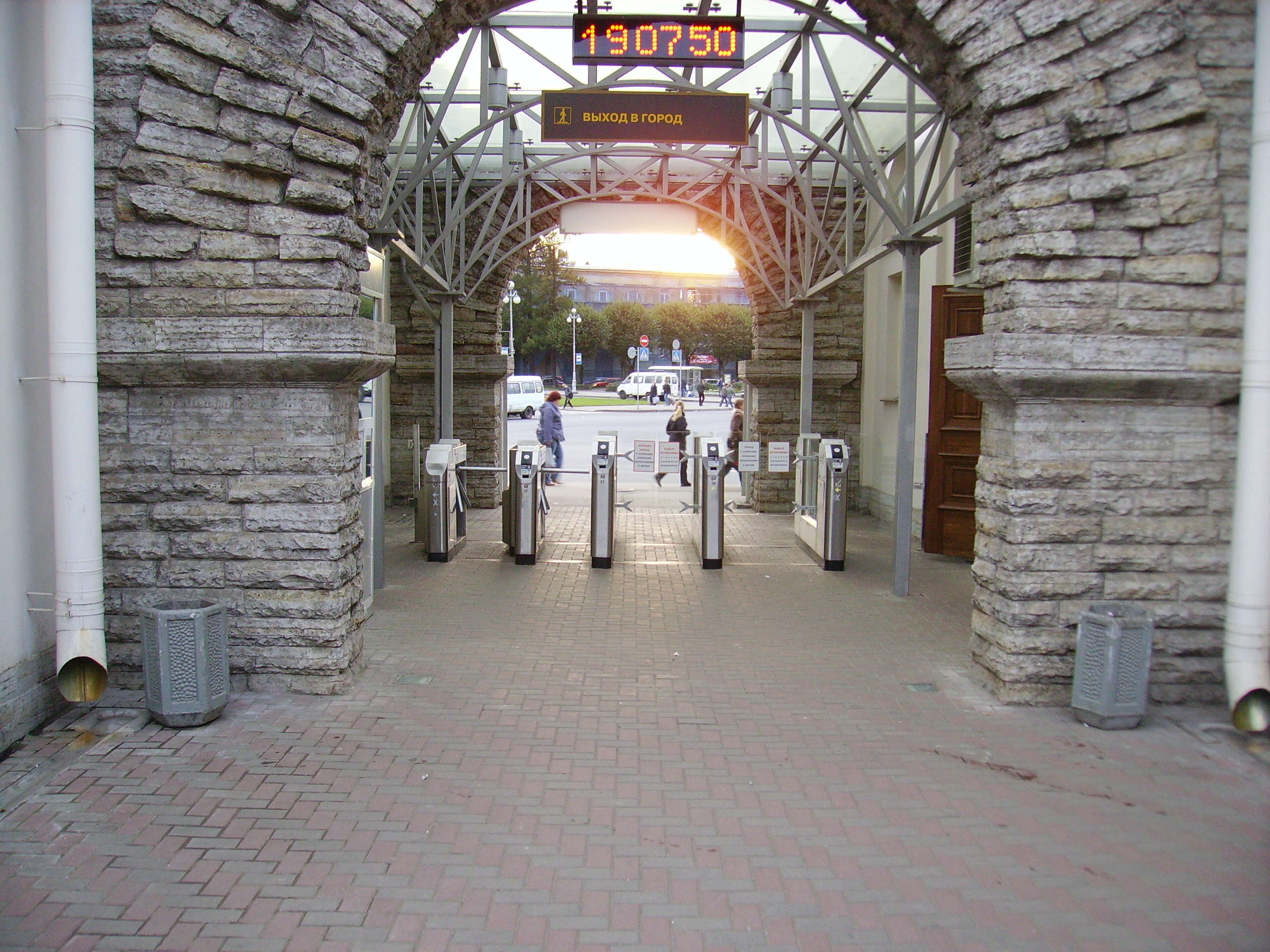
Выход в город (турникеты)
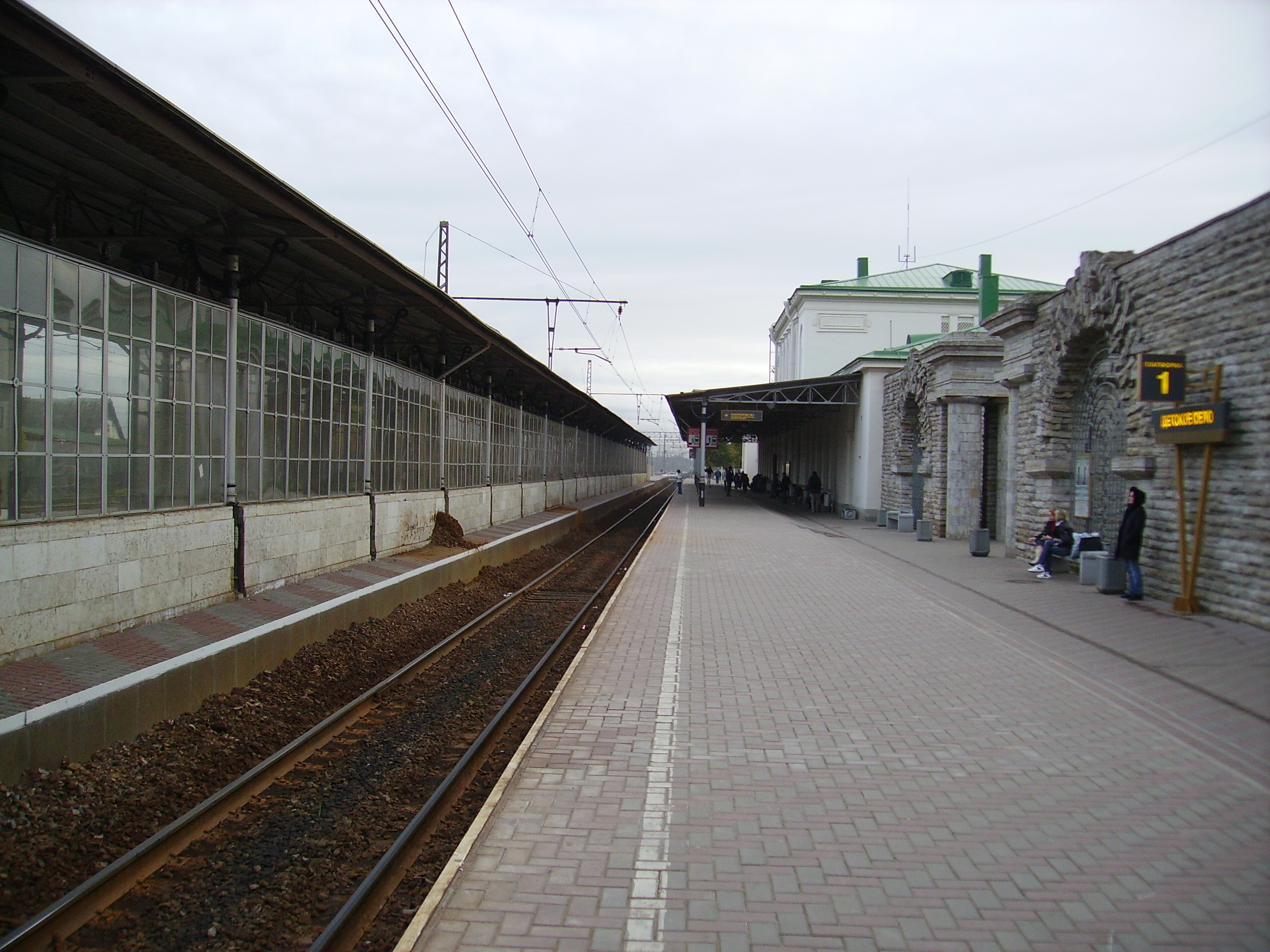
Вид с первой платформы
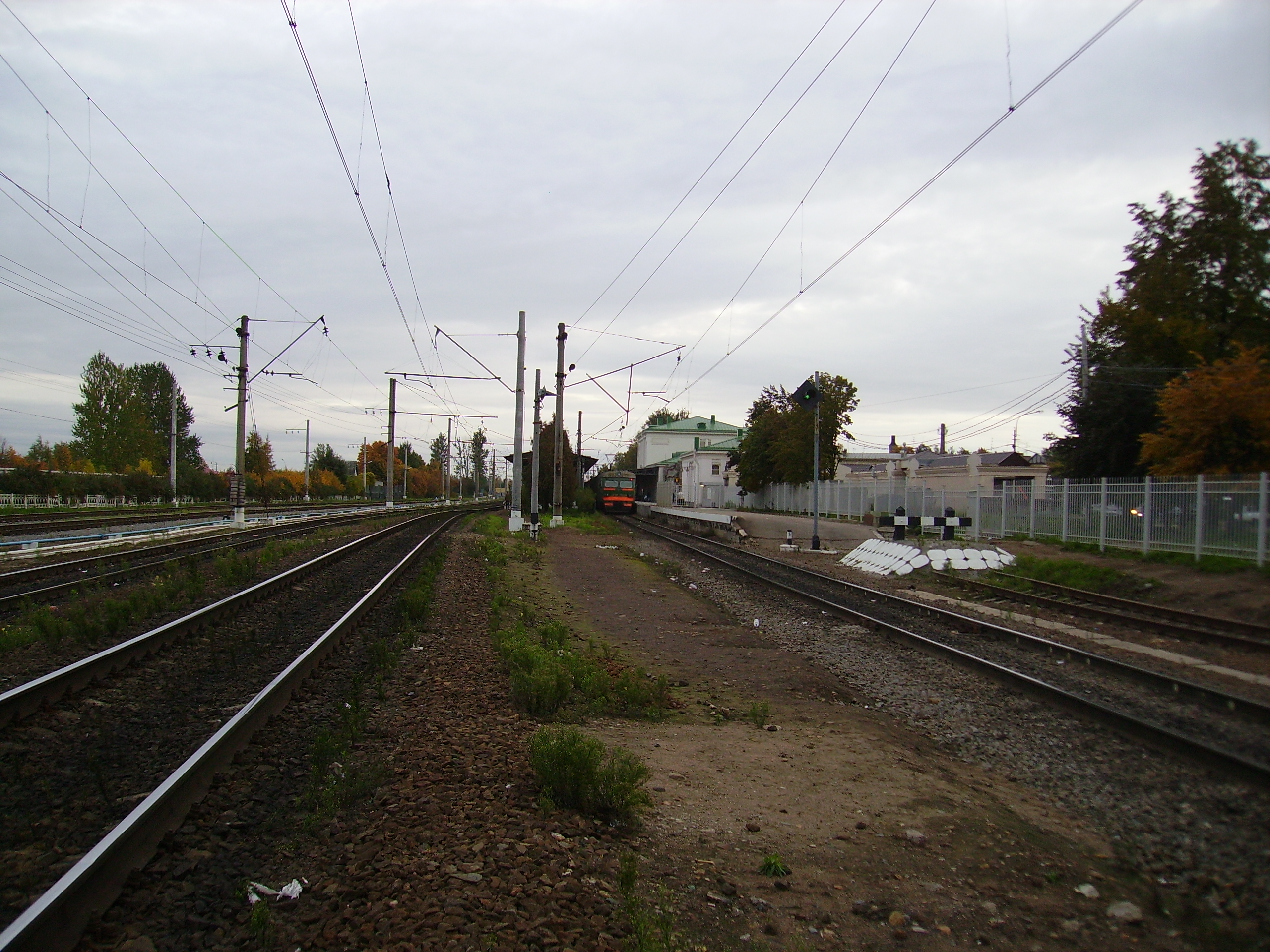
Вид на станцию с севера

## Статьи и публикации
- Любовь Розанова. Царское Село? Детское Село? Пушкин? // Пушкин.ру : интернет-портал. — 2011. — 28 ноября.
- Станции Детское Село вернут историческое название — Царское Село // Канонер : петербургская интернет-газета. — 2009. — 18 мая.
- Станцию Детское Село чиновники хотят назвать Царское Село — Пушкин // Канонер : петербургская интернет-газета. — 2011. — 13 октября.
- Железнодорожную станцию в Пушкине переименовали в Царское село // АиФ : газета. — 2013. — 7 августа.

## Внешние медиафайлы
- Город Пушкин - Вокзал и Привокзальная площадь. 2017. на YouTube